# Södra Lapptjärnen
Södra Lapptjärnen är en sjö i Lycksele kommun i Lappland och ingår i Umeälvens huvudavrinningsområde. Sjön har en area på 0,361 kvadratkilometer och ligger 248 meter över havet.

## Delavrinningsområde
Södra Lapptjärnen ingår i det delavrinningsområde (718769-163767) som SMHI kallar för Mynnar i Norra Lapptjärnen. Medelhöjden är 266 meter över havet och ytan är 4,2 kvadratkilometer. Det finns inga avrinningsområden uppströms utan avrinningsområdet är högsta punkten. Vattendraget som avvattnar avrinningsområdet har biflödesordning 5, vilket innebär att vattnet flödar genom totalt 5 vattendrag innan det når havet efter 201 kilometer. Avrinningsområdet består mestadels av skog (74 procent) och sankmarker (18 procent). Avrinningsområdet har 0,36 kvadratkilometer vattenytor vilket ger det en sjöprocent på 8,6 procent.